# Motala Brandförsvarsmuseum
Motala Brandförsvarsmuseum var ett museum i Motala, Östergötland. I museet visades ca 400 historiska föremål från Motalas brandkår, bland annat en av stadens första brandbilar och föremål från Motala Verkstads industribrandkår. Museet upphörde 2008 efter flera år i dvala. Delar av utställningen övertogs av det närbelägna Motala Motormuseum. 